# Claromecó
Claromecó is een plaats in het Argentijnse bestuurlijke gebied Tres Arroyos in de provincie Buenos Aires. De plaats telt 1.947 inwoners. Claromecó is een badplaats.